# $Trump
A $TRUMP (nagybetűkkel írva) mémérme, amely Donald Trump amerikai elnökhöz kapcsolódik, és a Solana blokklánc platformon található. Eredetileg egymilliárd érme készült, amelyekből 800 millió továbbra is két Trump tulajdonában lévő vállalat tulajdonában van, miután 200 milliót nyilvánosan kibocsátottak egy kezdeti érmeajánlat (ICO) keretében 2025. január 17-én. Kevesebb mint egy nappal később az összes érme összértéke meghaladta a 27 milliárd dollárt, ami Trump részesedésének értékét több mint 20 milliárd dollárra becsülte. A Financial Times 2025 márciusában készült elemzése szerint a kriptoprojekt legalább 350 millió dollárt hozott a tokenek eladásából és a díjakból.
A vállalkozás széles körű elítélésnek volt kitéve az etikai szakértők részéről Donald Trumpnak a projekthez és elnöki feladatköréhez kapcsolódó összeférhetetlensége miatt. A második Trump-kormány idején Trump népszerűsítette a $TRUMP-ot, és olyan intézkedéseket hozott, amelyek emelték a mémérme értékét, hozzájárulva nettó vagyonának jelentős növekedéséhez.

## Története
A Trump mémérmét 2025. január 17-én, három nappal azelőtt indították el, hogy Trumpot az Egyesült Államok elnökévé iktatták. A nyilvános bejelentés hiánya kezdetben aggodalmakat váltott ki, hogy a kriptovaluta csalás, és lehet, hogy nincs köze a megválasztott elnökhöz. Néhány órával később Trump bejelentette a $TRUMP-ot az X és a Truth Social közösségi média fiókjain. A mémérme weboldala „az egyetlen hivatalos Trump mémként” írta le. Logója egy rajzfilmfigura, amelyen Trump öklét emeli, miután túlélte a 2024. júliusi merényletkísérletet. A nyilatkozatban az állt, hogy az érme „nem befektetési lehetőség vagy értékpapír, és nem is szándékozik az lenni”, valamint „nem politikai, és semmi köze sincs” semmilyen politikai kampányhoz, politikai tisztséghez vagy kormányzati szervhez. A kibocsátás feltételei megtiltják a coin vásárlóinak, hogy csatlakozzanak a projekt ellen indított csoportos perhez, és kártalanítást követeljenek bármilyen igény esetén. Trump az ICO éjszakáján népszerűsítette a coint, miközben a „Crypto Ball” zajlott.
A bevezetés után az árfolyam egy éjszaka alatt több mint 300%-kal emelkedett. Két napon belül a világ 19. legértékesebb kriptovalutájává vált, összesen közel 13 milliárd dollár kereskedelmi értékkel, és összesen 29 milliárd dollár értékű kereskedelemmel, ami a január 19-én délutánra kibocsátott 200 millió token 64 dolláros értékén alapul. A New York Times arról számolt be, hogy Trump társult vállalkozásai további 800 millió tokent irányítottak, amelyek elméletileg több mint 56 milliárd dollár értékűek lehettek, így Trump a becsült 63,8 milliárd dolláros nettó vagyonával a világ egyik leggazdagabb embere lett.
2025 márciusában a Financial Times elemzése megállapította, hogy a kriptoprojekt legalább 350 millió dollár nettó bevételt hozott (314 millió dollár a tokenek eladásából és 36 millió dollár a díjakból).

### Zártkörű vacsora
2025 áprilisában a coin 220 legnagyobb tulajdonosának vacsorát ajánlottak fel az elnökkel, a 25 legnagyobb tulajdonos pedig egy különleges VIP-túrát kapott a Fehér Házban. A bejelentés után az érme értéke több mint 50%-kal emelkedett. Az elemzés megállapította, hogy a promócióról kiszivárgott információk lehetővé tették bizonyos kereskedők számára, hogy az érme nyilvános bejelentése előtt fogadásokat kössenek rá. A The New York Times szerint bizonyos vásárlók interjúkban és nyilatkozatokban azt állították, hogy „az érméket azért vették meg, vagy azért neveztek be a vacsora versenyre, hogy biztosítsák Trump úr fellépését az Egyesült Államok politikájának befolyásolása érdekében”. Május 13-án a The New York Times arról számolt be, hogy a GD Culture Group, egy Kínához kapcsolódó kisvállalat, amely 2024-ben nem jelentett bevételt, és a TikTokhoz kapcsolódik, bejelentette, hogy 300 millió dollárt fog költeni Bitcoin és $TRUMP vásárlására „egy brit virgin-szigeteki névtelen szervezetnek történő részvényeladásból” származó bevételből. A vásárlás volt az első ismert eset, amikor egy Kínához kapcsolódó cég Trump kriptovalutáját vásárolta meg. A TikTok betiltással szembesül az Egyesült Államokban, bár Trump többször is elhalasztotta a döntést.

## Token-elosztás
A memecoin weboldala szerint a token tulajdonjoga nagyrészt két Trump tulajdonában lévő szervezetre koncentrálódik: a CIC Digital LLC-re és a Fight Fight Fight LLC-re, amelyek együttesen az ICO után megmaradt érmék 80 százalékát birtokolják. Trump személyes nyeresége ebben a tulajdonosi struktúrában nem világos. A részesedéseket három év alatt fokozatosan tervezik kibocsátani.

## SEC besorolás
Az SEC vállalati pénzügyi osztálya kijelentette, hogy a $TRUMP-hoz hasonló mémérmék a szövetségi törvények szerint nem minősülnek értékpapírnak, hivatkozva spekulatív jellegükre és a velük járó hasznosság hiányára. A CFTC tisztviselői azonban a mémérmék árucikkekként való joghatóságát szorgalmazták, hangsúlyozva a piaci manipulációk üldözésére vonatkozó jogkörüket.

## Fogadtatása
Néhány kriptovaluta-vezető és befektető szerint Trump aláásta az iparág hitelességét, amelyet ők kemény munkával építettek fel, azzal, hogy spekulatív jellegű és rendkívül volatilis kriptovalutákat adott el. Emellett rámutattak Trump nyílt összeférhetetlenségére is, mivel kriptovaluta-piaci politikákat alakított ki, miközben közvetlenül profitált a piacon való részvételéből. Néhányan hasonlóságot véltek felfedezni a „rug pull” jelenséggel, amelynek során egy kriptovalutát bevezetnek, majd gyorsan elhagyják, így a korai befektetők súlyos veszteségeket szenvednek el. A Wall Street Journal így írt: „Még a leglelkesebb Trump-támogatók is elérték a töréspontot, amikor a $MELANIA token kevesebb mint 48 órával a $TRUMP után került forgalomba”, és egyikük arra sürgette Trumpot, hogy bocsássa el azt a tanácsadót, aki ezt javasolta. Erik Voorhees, egy prominens bitcoin-befektető „ostobának és kínosnak” nevezte a kriptovalutát.
A kriptovaluta-vállalkozást etikai szakértők és kormányzati felügyelők is bírálták. A vállalkozás és annak lehetősége, hogy külföldi kormányok megvásárolják az érmét és meggazdagítsák Trumpot, az alkotmány külföldi javadalmazási záradékának lehetséges megsértéseként került előtérbe. A kritikusok szerint ez lehetővé teheti, hogy különleges érdekek és külföldi kormányok befolyást próbáljanak vásárolni az elnöktől.
A $Trump kibocsátását etikai jogászok is elítélték, köztük Adav Noti, a Campaign Legal Center igazgatója és Jordan Libowitz, a Citizens for Responsibility and Ethics in Washington kommunikációs alelnöke. Nick Tomaino, a Coinbase korábbi vezetője „ragadozónak” nevezte Trump tulajdonjogát és a kriptovaluta időzítését. Anthony Scaramucci, a Trump-adminisztráció első ciklusában a Fehér Ház kommunikációs igazgatója és jelenlegi kriptovaluta-befektető, a kriptovalutát „Idi Amin szintű korrupciónak” nevezte, és kijelentette, hogy a kriptovaluta bevezetése rossz hatással van a kriptovaluta-iparra. Hozzátette: „Mostantól bárki a világon néhány kattintással pénzt utalhat az Egyesült Államok elnökének bankszámlájára.” Brendan Fischer, a Documented nyomozó újságírói szervezet ügyvezető igazgatóhelyettese azt mondta: „A bevezetés időzítése nem lehet véletlen. Pontosan Trump kampányának vége után, és közvetlenül azelőtt történik, hogy hivatalosan is hivatalba lép, és teljes mértékben alá lesz vetve a szövetségi etikai szabályoknak.” Miután az érme értéke 2025 februárjának elején zuhant, az érme körülményei széles körű elítélést váltottak ki az etikai szakértők körében, és aggodalmakat keltettek az összeférhetetlenség miatt, valamint a kongresszusi tagok részéről is felmerültek vádak, akik vizsgálatot követeltek.
Aggodalmak merültek fel, egyes elemzők pump and dump-sémának nevezték, míg mások „katasztrófának” tartották. A The New York Times megbízásából készült törvényszéki elemzés arra a következtetésre jutott, hogy 813 294 pénztárca 2 milliárd dollárt vesztett az érme kereskedelmével, míg az elnök cége és partnerei körülbelül 100 millió dollárt nyertek a kereskedési díjakból. A Fortune szerint „Kevesebb mint három héttel a kibocsátás után Donald Trump elnök mémcoinja több vesztest hozott, mint nyertest. Minden dollár kereskedési díjért, amit a Trump kriptovaluta alkotói bezsebeltek, a befektetők 20 dollárt vesztettek.”
Sam Liccardo képviselő, a Szilícium-völgyet képviselő demokrata politikus, előterjesztette a Modern Emoluments and Malfeasance Enforcement Act (MEME Act) törvényt, amely megtiltaná az elnök, a Fehér Ház magas rangú tisztviselői, a kongresszusi tagok, valamint házastársaik és gyermekeik számára bármilyen pénzügyi eszköz kibocsátását vagy jóváhagyását. A Hatch Act-től eltérően ez a törvény magánjogi kereseti jogot biztosítana mindenkinek, akinek ilyen eszközök vásárlásával kárt okoztak.

## $Melania
A $Trump memecoin bevezetése után Trump felesége, Melania 2025. január 19-én elindította saját memecoinját, a $Melaniát.
A $Melania token bevezetését részben Hayden Davis kezelte, aki később kulcsszerepet játszott a $Libra kriptovaluta-botrány megszervezésében. Davis beismerte, hogy részt vett a $Melania és a $Libra tokenek „sniping”-jében, egy illegális gyakorlatban, amely hasonló a front running-hoz.
2025 áprilisában a blockchain adat szolgáltató Bubblemaps jelentette, hogy a $Melania token nagy részét eladták, Davis 2 millió dollárt kivont a $Melania likviditási pooljaiból, és 1 millió dollárt küldött a tőzsdékre egyoldalú likviditáson keresztül.

## Fordítás
- Ez a szócikk részben vagy egészben  a(z)   $Trump című angol Wikipédia-szócikk ezen változatának fordításán alapul.  Az eredeti cikk szerkesztőit annak laptörténete sorolja fel. Ez a jelzés csupán a megfogalmazás eredetét és a szerzői jogokat jelzi, nem szolgál a cikkben szereplő információk forrásmegjelöléseként.